# Ребека Брукс
Ребека Мери Брукс (на английски: Rebekah Brooks, по баща Уейд) е британска журналистка и бивш редакторка във вестници. В периода 2009 – 2011 г. е главен изпълнителен директор на News International, британския филиал на Нюз Корпорейшън, собственост на австралийския медиен магнат и милиардер Рупърт Мърдок.

## Биография
Ребека Брукс е щампована от медиите като най-младия главен редактор на британски национален вестник, работейки в редакцията на Нюз ъф дъ Уърлд в годините 2000 – 2003 г., като е известна и като първата жена главен редактор на този вестник в периода 2003 – 2009 г. През 2002 г. сключва граждански брак с актьора Рос Кемп (без да взима неговото фамилно име), а през 2009 г. се развежда с него за да се омъжи за бившия си треньор по конна езда и състезател Чарли Брукс.
Ребека Брукс е знакова фигура в редица грандиозни скандали разтърсили британското общество в началото на 21 век, сред които плащане на подкупи на полицията за незаконно подслушване на телефони на редица известни личности сред които британския кралски двор, роднини на жертви на престъпления и т.н. По времето когато е главен редактор на Нюз ъф дъ Уърлд на страницата на вестника в интернет излиза порно-видео в което Макс Моузли, президента на ФИА и бивш автопилот е изтипосан като участник в „грандиозен секс скандал“ в който заедно с пет проститутки пресъздава сценки от нацистките концлагери по време на Втората световна война (баща на Макс Моузли е Осуалд Моузли, лидер на Британския съюз на фашистите и националсоциалистите). Адвокатите на Макс Мозли успяват несвоевременно да издействат съдебен акт по силата на който да свалят порнографското видео от сайта на вестника „News of the World“, след което и завеждат делото за омаскаряването му пред британския съд. Архив на оригинала от 2016-03-07 в Wayback Machine. Макс Моузли печели делото пред британския съд и върховния съд на страната му присъжда обезщетение за претърпени морални вреди и незаконна намеса в личния му живот. Следва и делото Моузли срещу Обединеното кралство пред ЕСПЧ.
На 15 юли 2011 г. под натиск на британския парламент и обществеността, Брукс подава оставка като изпълнителен директор на News International, а на 17 юли 2011 г. на китките на най-младия редактор и главен редактор на „световните новини“ на медийната империя на Мърдок щракват белезниците с обвинения в корупция и незаконно подслушване на известни британски публични фигури и общественици, включително и на роднини на жертви на престъпления.

## Оценки
Ребека Брукс още като редактор и главен редактор става прицел на злостни нападки от страна на изтипосани от нея на страниците на вестниците личности. Влизайки под прожекторите на обществения дебат още по него време, Брукс изтъквайки своя „професионализъм“ заявява, че е хабилитирана в Сорбоната, но в статия от 2003 г., Стивън Глоувър изследвайки миналото ѝ изключва категорично тази нейна версия, защото според него е невъзможно за работещата още от 20-годишна възраст в редакцията на Нюз ъф дъ Уърлд (от 1989 г. е първо секретарка във вестника) да прескача до Париж за да учи в Сорбоната.  През септември 2010 г. по повод на публикации в „Гардиън“, Брукс е призована пред парламентарна комисия за обяснения във връзка с изнесеното. Тя не се отзовава на поканата и британския парламент изисква принудителното ѝ довеждане от полицията.

## Приятелства и познанства
Общественото положение на Брукс я прави близка с редица видни британски политици и след избухналия скандал, познатите ѝ са поставени в притеснително положение. Тя е приятелка с Тони Блеър и Чери Блеър , както и с Гордън Браун и Сара Браун.  На нейната сватба през 2009 г. за втория ѝ мъж, присъстват с големи подаръци, мили чувства и най-добри пожелания тогавашния премиер Гордън Браун и последвалия го Дейвид Камерън. Камерън често контактува с Брукс, понеже се оказва, че те случайно живеят в съседни къщи в Оксфордшир, поради и което ходят заедно на конна езда и взаимно на семейна основа си гостуват вечер.  Всички тези факти и обстоятелства, след ареста на Брукс, поставят в крайно неудобна ситуация и светлина британския политически елит, изправяйки го пред грандиозен скандал ако в съда се докажат обвиненията в криминални престъпления срещу Брукс. Следствие от скандала с участието на британската полиция в незаконно подслушване по поръчка на „световните новини“ оставка подава директора на лондонския клон на Скотланд Ярд.
Обществената омраза към персоната на Брукс избухва през юли 2011 г. в подигравки и задявки за нейната хомосексуалност, като Крис Брайънт заявява, че тя е „хомофобска крава“. Отделно от това е издирено съобщение на британската полиция от 3 ноември 2005 г., че Брукс е била арестувана за организиране на нападение срещу бившия ѝ съпруг, което така или иначе не е доказано. Независимо от това нейния морал и журналистическа етика отдавна са поставени под съмнение от британското общество и след ареста ѝ на 17 юли 2011 г. може да се очаква повдигането срещу нея на тежки обвинения в извършването на криминални престъпления. От юни 2009 г. Ребека е известна с фамилията на съпруга си, чието име носи в обществото – Брукс.
Ребека Брукс е приятелка на Шерил Гаскойн, бивша съпруга на футболиста Пол Гаскойн. Семейство Брукс живее в Чипинг Нортън. 

## Други
- Съюз на българските журналисти: Ребека Брукс подаде оставка от „Нюз интернешънъл“
- Арестуваха Ребека Брукс, Нова телевизия, 17 юли 2011
- Участник в скандала с News of the world намерен мъртъв, 19 юли 2011